# Villa Guillermina
Villa Guillermina is een plaats in het Argentijnse bestuurlijke gebied General Obligado in de provincie Santa Fe. De plaats telt 4.850 inwoners.